# Marie Kristýna z Lichtenštejna
Marie Kristýna z Lichtenštejna (německy Maria Christina Herzogin von Württemberg, resp. Fürstin von Liechtenstein, 2. září 1924, Tübingen) byla rozená vévodkyně württemberská a sňatkem s knížetem Jiřím Hartmanem také kněžna z Lichtenštejna.

## Život
Marie Kristýna se narodila v Tübingenu jako jediná dcera württemberského vévody Filipa Albrechta a jeho první manželky, rakouské arcivévodkyně Heleny z toskánské linie Habsburků. Matka zemřela po jejím narození.
Je také sestrou vévody Karla Württemberského, současné hlavy rodu Württemberských a vévodkyně Alžběty z Montpensieru.

## Rodina
23. září 1948 se Marie Kristýna provdala za knížete Jiřího Hartmana z Lichtenštejna (11. listopadu 1911 – 18. ledna 1998), syna knížete Aloise z Lichtenštejna a arcivévodkyně Alžběty Amálie. Pár měl sedm dětí:
1. Markéta Marie z Lichtenštejna (1. května 1950 – 25. července 2013), 20. září 1974 se provdala za Hanse Petera Kliena (6. září 1946 – 23. června 2014), měli několik dětí.
2. Marie Assunta z Lichtenštejna (* 28. dubna 1952), civilní sňatek 24. dubna 1981, církevní sňatek 9. května 1981 – Harald Link (* 12. ledna 1955), mají několik dětí.
3. Alžběta Marie z Lichtenštejna (17. května 1954), civilní sňatek 23. února 1976, církevní sňatek 28. února 1976 – hrabě Raimund z Erbach-Fürstenau (* 2. dubna 1951), mají několik dětí.
4. Kryštof Alois z Lichtenštejna (* 15. ledna 1958), svobodný a bez dětí.
5. Marie Helena z Lichtenštejna (* 8. září 1960), svobodná a bez dětí.
6. Georgina Marie z Lichtenštejna (* 13. listopadu 1962), civilní sňatek 10. října 1985, církevní sňatek 23. listopadu 1985 – hrabě Clemens von Waldburg zu Zeil und Trauchburg (* 13. dubna 1960), mají několik dětí.
7. Michaela Marie z Lichtenštejna (* 5. července 1969), svobodná a bez dětí.

Její manžel, kníže Jiří Hartman z Lichtenštejna zemřel ve Vídni 18. ledna 1998 ve věku 87 let.

## Tituly a oslovení
- 2. září 1924 – 23. září 1948: Její královská výsost vévodkyně Marie Kristýna Württemberská
- 23. září 1948 – dosud: Její knížecí jasnost Marie Kristýna z Lichtenštejna